# L'emozione non ha voce
L'emozione non ha voce è un brano cantato da Adriano Celentano, scritto da Mogol (testo) e  Gianni Bella (musica), arrangiato da Fio Zanotti, pubblicato nel 1999 ed estratto dall'album Io non so parlar d'amore.

## Descrizione
Il brano, uscito come secondo singolo dopo Gelosia, ha contribuito al successo del disco che è rimasto per 101 settimane consecutive nella top 50 della hit parade italiana, vendendo 2 milioni di copie. Il titolo del disco è preso proprio da questa canzone, i cui primi due versi sono proprio «Io non so parlar d'amore, l'emozione non ha voce». Appare anche in sette successive raccolte pubblicate dal Clan Celentano: Il cuore, la voce (2001), Le volte che Celentano è stato 1 (2003), Unicamente Celentano (2006), L'animale (2008), Adriano Live (2012), ...Adriano (2013) e Tutte le migliori (2017)
La versione che appare ne Il cuore, la voce è in duetto con Biagio Antonacci, duetto virtuale in quanto alla versione originale sono state semplicemente sostituite delle strofe con quelle di Antonacci, che canta peraltro in terza persona («Lui non sa parlar d'amore»): il duetto inizia e termina con un simpatico siparietto parlato tra i due artisti.